# Атаджиков, Аманнияз
Аманнияз Атаджиков (туркм. Amanýaz Atajykow; род. 1947, Ташаузский район, Туркменская ССР, СССР) — туркменский государственный деятель, депутат Меджлиса Туркменистана III созыва, кандидат на президентских выборах в 2007 году.

## Биография
- 1967 — мастером Дашогузского ремонтно-строительного управления.
- 1969—1972 — служба в армии
- до 1979 — старший лаборант Туркменского сельскохозяйственного института.
- 1979—2001 — главный инженер, начальник ПМК № 25, оросительных сетей и ПМК № 29 в этрапе Героглы
- 1994 — окончил Туркменский сельскохозяйственный институт по специальности «инженер-гидротехник».
- 2001—2005 — заместитель начальника и начальник ПО «Дашогузсувходжалык», начальник предприятия жилищно-коммунального хозяйства этрапа Героглы, заместитель хякима Дашогузского велаята по сельскому хозяйству, в дальнейшем — первый заместитель хякима Дашогузского велаята[1]. Один из шести кандидатов в президенты Туркменистана в 2007 году[2][3].
- 2004—2008 — Депутат  Меджлиса Туркменистана III созыва от Дашогузского избирательного округа № 19 Дашогузского велаята[4].

Награждён медалью «Watana bolan söygüsi üçin».
На выборах президента Туркменистана 11 февраля 2007 года набрав 3,23 % голосов, занял второе место (победил Бердымухамедов).